# انتخابات مجلس نمایندگان ایالات متحده آمریکا در آلاباما، ۲۰۱۴
انتخابات مجلس نمایندگان ایالات متحده آمریکا در آلاباما، ۲۰۱۴ (انگلیسی: United States House of Representatives elections in Alabama, 2014) در سه شنبه ۴ نوامبر ۲۰۱۴ میلادی در ایالت آلاباما برگزار شد که به پیروزی اکثریت حزب جمهوری‌خواه ایالات متحده آمریکا انجامید.